# CD Numancia
Club Deportivo Numancia de Soria (ofte omtalt som CD Numancia) er en spansk fodboldklub fra Soria i Castilien og Leon, der spiller i landets næstbedste række, Segunda Division. Klubben har flere gange spillet i den bedste række, La Liga, som man senest rykkede ned fra i 2009. Klubbens hjemmebane er Los Pajaritos, med plads til 9.700 tilskuere

## Kendte spillere
- Hamilton Ricard
- Carlos Cuéllar